# Garella basalis
Garella basalis är en fjärilsart som beskrevs av Emilio Berio 1966/67. Garella basalis ingår i släktet Garella och familjen trågspinnare. Inga underarter finns listade i Catalogue of Life.